# Албанија на Светском првенству у атлетици на отвореном 1983.
Албанија је учествовала на  1.Светском првенству у атлетици на отвореном 1983. одржаном на Олимпијском стадиону у Хелсинкију од 7. до 14. августа. Репрезентацију Албаније представљала су 2 учесник, који су се такмичили у две мушке дисциплине.
Атлетичари Албаније нису освојили ниједну медаљу али су поправили своје личне рекорде.

## Учесници
Мушкарци:
- Сирја Далипи — Маратон
- Фатмир Барјактари — Бацање кладива

## Резултати

### Мушкарци
| Атлетичар         | Дисциплина     | Лични рекорд | Квалификације | Квалификације | Група    | Група | Полуфинале | Полуфинале | Финале               | Финале       | Детаљи |
| Атлетичар         | Дисциплина     | Лични рекорд | Резултат      | Место         | Резултат | Место | Резултат   | Место      | Резултат             | Место        | Детаљи |
| ----------------- | -------------- | ------------ | ------------- | ------------- | -------- | ----- | ---------- | ---------- | -------------------- | ------------ | ------ |
| Сирја Далипи      | Маратон        |              |               |               |          |       |            |            | 2:31.40 ЛР           | 57. /63 (81) |        |
| Фатмир Барјактари | бацање кладива |              | 64,48 ЛР      | 13. гр 2      |          |       |            |            | Није се квалификовао | 28 / 29 (33) |        |